# Vennes Emmy
Vennes Emmy névvariáns: Vennes Emmi (Budapest, 1947. július 18. –) magyar színésznő.

## Életpályája
A Nemzeti Színház stúdiójának hallgatójaként 1968-ban végzett. Színészi pályáját a Veszprémi Petőfi Színházban kezdte. 1970-től a győri Kisfaludy Színház, 1974-től a debreceni Csokonai Színház szerződtette. 1975-től visszatért Győrbe. 1979-től a Békés Megyei Jókai Színház színésznője volt. 1981-től alapító tagja volt a nyíregyházi Móricz Zsigmond Színház állandó társulatának. 1992-től szabadfoglalkozású színművésznő.
Férje, Gyulai Líviusz volt, akivel 1990-ben kötött házasságot, és akitől egy lánya született.
Férjére, és a pestújhelyi időkre így emlékezett:

„Amikor Lulu (Gyulai Líviusz beceneve) éjszakánként dolgozott a pici műtermében, én sokszor nem a hálószobában aludtam, hanem mellette egy kempingágyon, hogy olyankor is végig együtt lehessünk.”

## Fontosabb színházi szerepei
- William Shakespeare: Lóvá tett lovagok... Molly
- Molière: A képzelt beteg... Angyaka
- Molière: Úrhatnám polgár... Nicole
- Alekszandr Nyikolajevics Osztrovszkij: Vihar... Válja
- Valentyin Petrovics Katajev: A kör négyszögesítése... Tánya
- Arthur Miller: Pillantás a hídról... Catherine
- Bertolt Brecht – Kurt Weill: Koldusopera... Polly
- George Bernard Shaw: Warenné mestersége... Vivie
- Federico García Lorca: Vérnász... Menyasszony
- Federico García Lorca: Bernarda Alba háza... Amélia
- Neil Simon: A Napsugár fiúk... Ápolónő
- Jókai Mór: Az aranyember... Tímea
- Barta Lajos: Szerelem... Lujza
- Móricz Zsigmond: Úri muri... Rozika
- Móricz Zsigmond: Nem élhetek muzsikaszó nélkül... Pólika
- Móricz Zsigmond: Rokonok... Polgármesterné
- Örkény István: Macskajáték... Egérke
- Karinthy Ferenc: Dunakanyar... Presszósnő
- Tamási Áron: Búbos vitéz... Lórika
- Ödön von Horváth: Mesél a bécsi erdő... Valéria
- Szabó Tünde: A küszöbön... Lenke

## Filmek, tv
- Talpsimogató (1968)
- A hétpettyes lovag (színházi előadás tv-felvétele, 1981)
- Sarkadi Imre: Szeptember (színházi előadás tv-felvétele, 1977)
- Búbos vitéz (színházi előadás tv-felvétele, 1983)
- Vitézi bál (1988)
- A küszöbön (színházi előadás tv-felvétele, 1990)
- Szomszédok (sorozat) 157. rész (1993)
- Gyilkosok (2000)
- Családi album (sorozat)

- A buli című rész (2000)
- Aki hazudik, az lop is című rész (2000)
- Szi-szi című rész (2000)
- A Szent Lőrinc folyó lazacai (2002)
- Állítsátok meg Terézanyut! (2004)